# تونی برنال
تونی برنال (انگلیسی: Toni Bernal؛ زادهٔ ۱۲ دسامبر ۱۹۷۷) بازیکن فوتبال اهل اسپانیا است.
از باشگاه‌هایی که در آن بازی کرده‌است می‌توان به باشگاه فوتبال اودینزه اشاره کرد.